# Adalberto Dias
Adalberto da Rocha Gonçalves Dias (Porto, Março de 1953) é um arquitecto português.

## Biografia
Adalberto Dias é diplomado em arquitectura na Escola Superior de Belas-Artes do Porto (ESBAP).
Filho de Adalberto Gonçalves Dias (1920-2005), também arquitecto e membro da ODAM. nasce no Porto em 1953.
Realiza a parte escolar do Curso de Arquitectura na Escola Superior de Belas Artes do Porto entre 1970 e 1976, onde se licencia em 1981 .
Colaborador permanente de Alvaro Siza durante alguns anos, inicia a sua actividade liberal no final dos anos 70. mantendo ocasionalmente a sua colaboração com A.Siza em alguns trabalhos. Realizou projectos e obras de habitação unifamiliar e colectiva, de recuperação e reabilitação de edifícios, de equipamentos e serviços, e de desenho urbano. alguns dos quais premiados em concursos. As suas obras têm sido publicadas em revistas portuguesas e estrangeiras da especialidade.
Foi coordenador e arquitecto responsável da reabilitação do Porto 2001 Capital da Cultura, Praça da Batalha - Área leste A .
Professor convidado em Lausanne, Bolonha ( Cesena) Veneza, Milão, Nápoles. Professor Doutor da Faculdade de Arquitectura da UP.

## Obras
- Metro do Porto - Correspondência de Transportes no Pólo Universitário, Porto
- Núcleo Arqueológico da Sé de Lisboa e Recuperação dos Claustros, Lisboa
- Recuperação da Ig de S. Francisco e Construção de Museu de Arte Sacra, Évora
- Recuperação do Edifício da Sanidade - APDL/Universidade do Porto, Leixões
- Recuperação das Antigas Oficinas da APDL, Leixões
- Escola Básica EB1, Sernancelhe
- Edifício de Habitação Lote 8 - Porto
- Espaço Público Da Frente Ribeirinha e Campo, da Agonia - Viana do Castelo
- Residências de Estudantes da Universidade de Aveiro- Crasto
- Residências de Estudantes da Universidade de Aveiro- Campus de Santiago
- Departamento de Engenharia Mecânica da Universidade de Aveiro
- Metro do Porto - Estação do Polo Universitário
- Requalificação da Baixa Portuense - Area Leste Batalha, Porto
- Funicular dos Guindais, Porto
- Casa da Justiça (1982) em São João da Madeira[2]
- Moradia em Penha Longa, marco de Canavezes
- Moradia em Ílhavo[1]
- Frente Medieval de Miragaia, Porto
- Recuperação Quarteirão B, Alfama, Lisboa
- Edifício Campo S. José, Barcelos
- Edifício de Habitação Colectiva, Ofir

## Prémios
- Premiado na I Trienal Internacional de Arquitectura de Sintra 92
- Nomeado para o Prémio Mies van der Rohe 96[1]
- Nomeado para o Prémio Iberfad 96[1]
- Nomeado para o Prémio Secil Arquitectura 98[1]
- Premiado na III Trienal Internacional de Arquitectura de Sintra 98[1]
- Prémio de Excelência - Instituto de Cidades e Vilas com Mobilidade -Espaço público do Rossio em Estremoz, 2009
- Prémio Nacional de Reabilitação Urbana VI 2015
- Prémio Nacional de Reabilitação Urbana – Nuno Teotónio Pereira , 2016
- Prémio Nacional de Reabilitação Urbana VI 2017